# Karl Krenauer
Karl Krenauer (* 9. März 1959 in Kittsee) ist ein ehemaliger österreichischer Radrennfahrer und nationaler Meister im Radsport.

## Sportliche Laufbahn
Krenauer war im Straßenradsport und im Bahnradsport aktiv. Er startete bei den Olympischen Sommerspielen 1984 in Los Angeles. Dort war er in zwei Wettbewerben am Start. Im Mannschaftszeitfahren belegte das Team aus Österreich mit Karl Krenauer, Johann Lienhart, Peter Muckenhuber und Helmut Wechselberger den 11. Rang. Er bestritt im Bahnradsport die Einerverfolgung und schied in der Qualifikation aus.
1980 wurde Zweiter der nationalen Meisterschaft im Straßenrennen hinter Peter Muckenhuber und Dritter im Etappenrennen Wien–Rabenstein–Gresten–Wien (wie auch 1983 und 1984), das Johann Lienhart gewonnen hatte. 1981 siegte er in der Burgenland-Rundfahrt und gewann dabei eine Etappe. 1983 entschied er eine Etappe der Österreich-Rundfahrt für sich und wurde Zweiter der Israel-Rundfahrt hinter Kurt Zellhofer. 1984 belegte er im Straßenrennen der nationalen Meisterschaft den 3. Platz. In der Österreich-Rundfahrt wurde Krenauer 1979 30., 1981 14. und 1984 15. der Gesamtwertung. 1981 und 1982 war er ausgeschieden.
Im Bahnradsport konnte er 1982 beim Sieg von Hans-Joachim Pohl bei den UCI-Bahn-Weltmeisterschaften die Bronzemedaille im Punktefahren gewinnen. Krenauer gewann sieben nationale Titel im Bahnradsport. 1978 und 1984 war er im Punktefahren siegreich. 1981, 1982, 1983 und 1984 gewann er die Meisterschaft in der Einerverfolgung, 1983 auch in der Mannschaftsverfolgung.